# Larry Snyder
Lawrence Snyder, detto Larry (Canton, 9 agosto 1896 – 25 settembre 1982), è stato un allenatore di atletica leggera, ostacolista e militare statunitense.

## Biografia

### Carriera sportiva
Snyder era un atleta e avrebbe dovuto partecipare ai Giochi olimpici di Parigi 1924, ma dovette rinunciare a causa di un infortunio che si era procurato in un incidente aereo poco tempo prima dello svolgimento dei Giochi. Questo ha posto fine alla sua carriera di atleta.

### Allenatore sportivo
Larry Snyder ha iniziato ad allenare alla Ohio State University nel 1932 ed è principalmente noto per aver proprio qui seguito tra i suoi atleti Jesse Owens, futuro vincitore di quattro medaglie d'oro ai Giochi della XI Olimpiade. Altri allievi famosi di Snyder sono stati Dave Albritton, Glenn Davis e Mal Whitfield.
In tutto i suoi atleti hanno ottenuto 14 record mondiali, vinto 52 competizioni americane e 8 medaglie d'oro olimpiche. È stato presente ai Giochi olimpici di Helsinki 1952 come capo allenatore della squadra olimpica statunitense di atletica leggera, dove i suoi atleti hanno vinto 40 medaglie. La medesima carica l'ha ricoperta a Roma 1960, dove i suoi atleti ne hanno vinte 32.
Successivamente ha continuato ad allenare alla Ohio State University fino al 1965. È morto nel 1982 a 86 anni.

### Carriera militare
Snyder è stato istruttore pilota durante la prima guerra mondiale e successivamente ha prestato servizio nella marina statunitense durante la seconda guerra mondiale.

## Cultura
Nel film Race - Il colore della vittoria è interpretato dall'attore Jason Sudeikis.